# Patrycja Wyciszkiewicz
Patrycja Wyciszkiewicz (née le 8 janvier 1994 à Śrem) est une athlète polonaise, spécialiste du 400 m.

## Carrière
Elle participe aux Jeux olympiques de Londres pour le relais 4 x 400 m. Elle remporte le titre de Championne d'Europe juniors à Rieti, en 51 s 56, record national junior.
Le 4 mars 2018, elle remporte la médaille d'argent du relais 4 x 400 m des championnats du monde en salle de Birmingham en 3 min 26 s 09, record de Pologne en salle.

## Palmarès
| Date | Compétition                       | Lieu           | Résultat | Épreuve   | Temps         |
| ---- | --------------------------------- | -------------- | -------- | --------- | ------------- |
| 2011 | Championnats d'Europe juniors     | Tallinn        | 2e       | 4 × 400 m | 3 min 35 s 35 |
| 2011 | Championnats du monde cadets      | Lille          | 7e       | r. medley | 2 min 10 s 35 |
| 2012 | Championnats du monde juniors     | Barcelone      | 7e       | 4 x 400 m | 3 min 37 s 90 |
| 2013 | Championnats d'Europe juniors     | Rieti          | 1re      | 400 m     | 51 s 56       |
| 2013 | Championnats d'Europe juniors     | Rieti          | 1re      | 4 × 400 m | 3 min 32 s 63 |
| 2014 | Championnats du monde en salle    | Sopot          | 4e       | 4 x 400 m | 3 min 29 s 89 |
| 2014 | Relais mondiaux de l'IAAF         | Nassau         | 5e       | 4 × 400 m | 3 min 27 s 37 |
| 2014 | Championnats d'Europe             | Zurich         | 5e       | 4 x 400 m | 3 min 25 s 73 |
| 2015 | Championnats d'Europe espoirs     | Tallinn        | 3e       | 400 m     | 51 s 63       |
| 2015 | Championnats d'Europe espoirs     | Tallinn        | 2e       | 4 × 400 m | 3 min 30 s 24 |
| 2016 | Championnats d'Europe             | Amsterdam      | 4e       | 4 x 400 m | 3 min 27 s 60 |
| 2016 | Jeux olympiques                   | Rio de Janeiro | 6e       | 4 x 400 m | 3 min 27 s 28 |
| 2017 | Championnats d'Europe en salle    | Belgrade       | 1re      | 4 x 400 m | 3 min 29 s 94 |
| 2017 | Championnats d'Europe par équipes | Lille          | 1re      | 4 x 400 m | 3 min 27 s 60 |
| 2017 | Championnats du monde             | Londres        | 3e       | 4 x 400 m | séries        |
| 2017 | Universiade                       | Taipei         | 1re      | 4 x 400 m | 3 min 26 s 75 |
| 2018 | Championnats du monde en salle    | Birmingham     | 2e       | 4 x 400 m | 3 min 26 s 09 |
| 2018 | Championnats d'Europe             | Berlin         | 1re      | 4 x 400 m | 3 min 26 s 59 |
| 2019 | Relais mondiaux de l'IAAF         | Yokohama       | 1re      | 4 x 400 m | 3 min 27 s 49 |
| 2019 | Championnats du monde             | Doha           | 2e       | 4 x 400 m | 3 min 21 s 89 |

## Records
| Épreuve | Épreuve   | Temps   | Lieu  | Date            |
| ------- | --------- | ------- | ----- | --------------- |
| 400 m   | Plein air | 51 s 31 | Pékin | 24 août 2015    |
| 400 m   | En salle  | 52 s 51 | Toruń | 18 février 2017 |